# Joice Heth
Joice Heth (c. 1756 –  19 février 1836) est une esclave afro-américaine.  
Exhibée par Phineas Taylor Barnum comme étant âgée de 161 ans et l'ancienne nourrice de George Washington, le premier président des États-Unis, elle marque les débuts des freak show aux États-Unis durant le XIXe siècle. 

## Biographie
Peu de choses sont connues de la vie de Joice Heth avant les années 1830. En 1835, elle est l'esclave de John S. Bowling et est exhibée à Louisville, Kentucky. En juin 1835, elle est vendue à deux promoteurs, R. W. Lindsay et Coley Bartram. Elle est présentée comme étant l'ancienne nourrice de George Washington, mais, faute de succès, elle est finalement vendue à P. T. Barnum. 

### Exhibition par Barnum en 1835

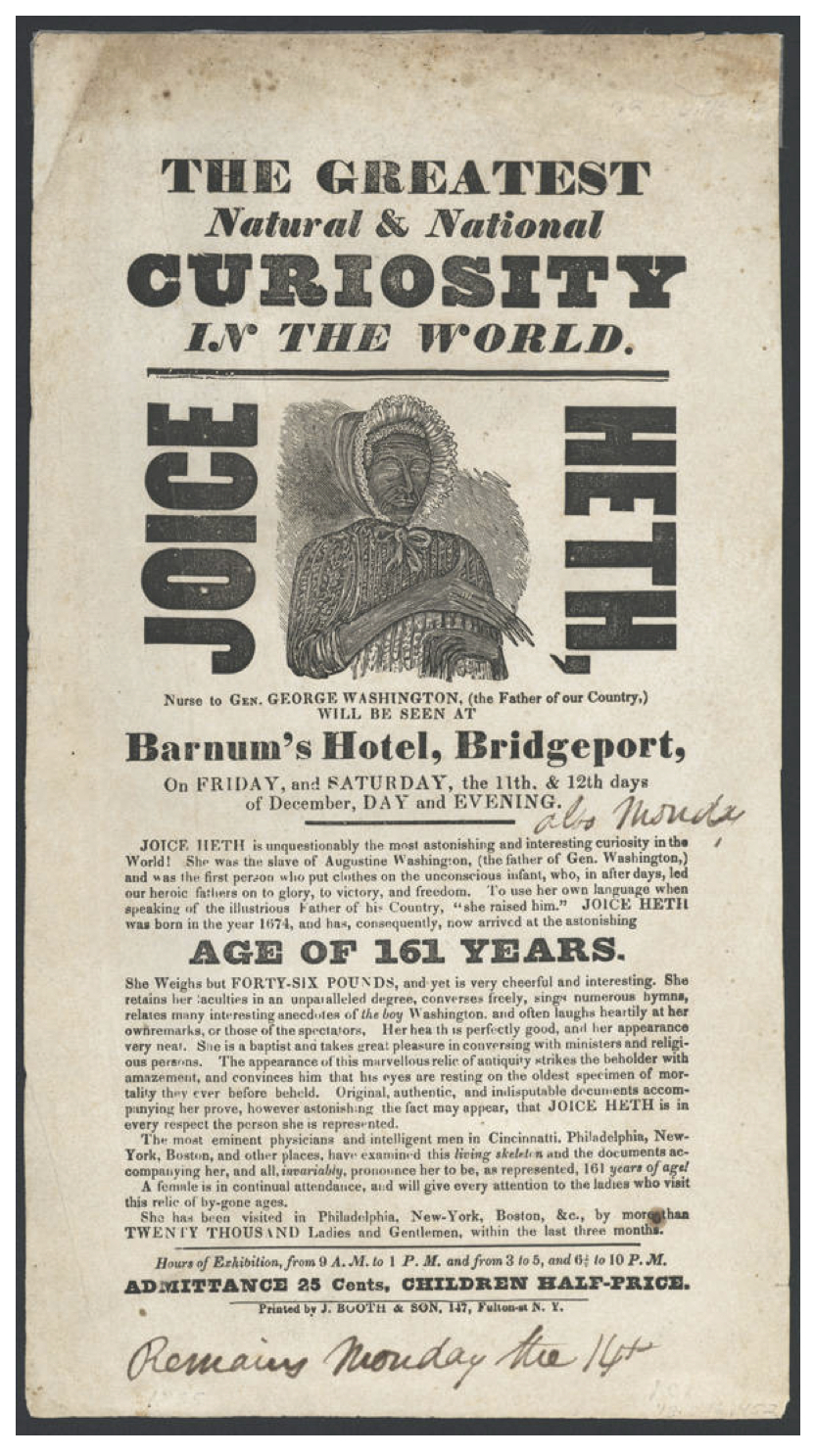
Affiche consacrée à Joice Heth.

Elle est vers la fin de sa vie aveugle et presque complètement paralysée (elle pouvait cependant parler, et arrivait à déplacer son bras droit) lorsque Barnum a commencé à l'exhiber le 10 août 1835, au Niblo's Garden, à New York, où des milliers de personnes se pressent pour la voir,,. L'affiche publicitaire est une image brute de gravure sur bois représentant une femme au visage ratatiné et aux ongles en forme de serre. Elle la présente comme étant une esclave née sur l'île de Madagascar, sur la côte de l'Afrique, en l'an 1674 et par conséquent âgée de 161 ans. Elle comporte les lignes suivantes : « Joice Heth est sans aucun doute la plus étonnante et intéressante curiosité du Monde ! Elle est l'esclave d'Augustine Washington, (le père de George Washington), et a été la première personne à mettre des vêtements sur l'enfant encore inconscient, qui, après des jours et des jours, a conduit nos héroïques pères à la gloire, à la victoire et à la liberté. Pour utiliser ses propres dires, quand elle parle de l'illustre Père de ce Pays, « elle l'a élevé ». »
L'association publique de Barnum d'une femme esclave avec George Washington coïncide avec le début de l'opposition organisée à l'esclavage l'American Anti-Slavery Society  fondée en 1833 et a rapidement gagné des membres tout au long de la décennie. Contrairement aux expositions humaines ultérieures de Barnum, qui ont été photographiées assez souvent, c'est l'une des deux seules images de Heth à disposition en complément de l'illustration de l'autobiographie de Barnum de 1855 La vie de PT Barnum .
Son exhibition suscite des articles de presse notamment dans la presse populaire destinée aux lecteurs de la classe ouvrière urbaine et qui défiait l'autorité culturelle des journaux plus distingués et plus chers. Le premier article, du New York Evening Star décrit en détail ses attributs physiques et les signes de son âge extraordinaire. Le deuxième article est une lettre écrite au New York Sun protestant contre l'affichage de Heth à des fins commerciales précisément parce qu'elle était le dernier lien vivant avec Washington. 
Pendant 7 mois, elle participe à l'exposition itinérante de Barnum pendant laquelle elle raconte des histoires à propos de little George et chante un hymne. Eric Lott rapporte que Joice Heth gagne 1 500 $ par semaine, une somme considérable à cette époque. C'est à ce moment-là que la popularité de Barnum grandit plus largement. Le cas de Heth est largement débattu dans la presse américaine. Les doutes soulevés au sujet de son âge poussent Barnum à annoncer que le corps de Joice Heth serait autopsié publiquement, à sa mort. Celle-ci survient l'année suivante. Barnum affirme que sa dépouille a été enterrée dans sa maison natale, dans la ville de Bethel, au Connecticut.

### Autopsie publique
Joice Heth est morte à New York le 19 février 1836, à l'âge estimé de 79 ans. Pour attirer le public, Barnum organise une autopsie publique en sollicitant les services d'un chirurgien, le docteur David L. Rogers, le 25 février 1836, devant un public de 1 500 personnes, au New York City Saloon  –  Barnum faisant payer l'entrée 50 centimes. En pratiquant une dissection anatomique, Rogers déclare finalement que l'âge annoncé de Joice Heth était faux qu'elle ne pouvait pas avoir plus de 75 ou 80 ans, ce qui provoqua la une de titre de presse. Barnum répond en affirmant que l'autopsie a en réalité été pratiquée sur le corps d'une autre personne, et que Joice Heth est en vérité bien vivante, faisant le tour de l'Europe,.
Après l'autopsie, le corps de Heth n'a pas été rendu à sa famille. Barnum déclare plus tard qu'elle a été « enterrée de manière respectable » à Bethel, Connecticut, dans sa ville natale. 